# Louis de Wohl
 (septembre 2017).
Si vous disposez d'ouvrages ou d'articles de référence ou si vous connaissez des sites web de qualité traitant du thème abordé ici, merci de compléter l'article en donnant les références utiles à sa vérifiabilité et en les liant à la section « Notes et références ».
Louis de Wohl, né Ludwig von Wohl, est un auteur catholique hongrois né en Allemagne. Il a travaillé comme astrologue, connu pour son travail pour le MI5 pendant la Seconde Guerre mondiale. Parmi les romans qu’il a pu écrire avant la guerre, seize ont été portés à l’écran. Ses derniers romans, écrits après la guerre, sont essentiellement des hagiographies de saints de l’Église catholique, ou de différentes périodes de la Bible.

## Décorations
- Commandeur de l' Ordre équestre du Saint-Sépulcre de Jérusalem ( Vatican)

## Livres
- Der große Kampf, 1926
- Das indische Wunder – Jack McGills geheime Sendung, 1926
- Der Präsident von Costa Nueva – Der Romain eines Abenteurers, 1927
- Miss Lillebil aus etats-unis, 1928
- Seigneur De La Rate, 1928
- Knock-Out Europa, 1928
- Punks kommt aus Amerika, 1929
- Er und Sie und sehr viel Schwindel, 1929
- Mourir verspielte Prinzessin – Ein Filmroman zwischen Berlin, Hollywood und Caire, 1929
- Um weißes Cadeau, 1930
- Der Vagabund vom Äquator, 1930
- Das Testament des Cornelius Gulden, 1930
- Die Wohnung, die über Nacht verschwand, 1931
- Die Göttin der tausend Katzen, 1931
- Der Mann, der die Anleihe stahl, 1931
- Der Mann aus der Hölle, 1931
- Peter im Pech, 1932
- Die weiße Frau des Maharadscha, 1932
- Die goldene Wolke, 1932
- Der unsichtbare Journaliste, 1932
- Schwarz ist weiß und weiß ist schwarz, 1933
- Kopfsprung ins Leben, 1933
- Das große Erlebnis, 1933
- Panik im Paradies, 1934
- Die Reise nach Pretoria, 1934
- Die französische Heirat, 1934
- Die Deutschen von Tschau-Fu, 1934
- Blutsbrüder, 1934
- Tropenluft, 1935
- Es kommt ein Mann nach Belawan – Ein Romain auf Sumatra, 1935
- Mourir Türme des Schweigens, 1936
- J'ai Suivi mes Étoiles, 1937
- Le Service Secret du Ciel, 1938
- Le bon sens, l'Astrologie, 1940
- Étrange Fille, 1946
- Le Bois Vivant (l'Empereur Constantin et de sainte-Hélène), 1947
- Attila (Attila le Hun et le Pape Léon I), 1949
- Imperial Renegade (l'Empereur Julien l'Apostat et de Saint - Athanase), 1950
- Tel une flamme inquiète (Saint Augustin d'Hippone), 1951 [1]
- Le Lion de Navarre (Saint Ignace De Loyola), 1952
- Les Étoiles de la Guerre et la Paix, 1952
- Va et incendie le monde (Saint - François-Xavier), 1953
- La Deuxième Conquête, 1954
- La Lance (Saint Longin, Longinus), 1955
- Sainte Jeanne d'Arc : La Fille soldat (Sainte - Jeanne d'Arc), 1957
- Citadelle de Dieu (Saint Benoît de Nursie)
- David de Jérusalem (le Roi David)
- Fondé sur un Rocher: Une Histoire de l'Église Catholique
- Glorieuse Folie (Saint - Paul l'Apôtre)
- Le Joyeux Mendiant (Saint - François d'Assise)
- Le Vainqueur de Lépante (Don Juan d'Autriche et de La Bataille de Lépante)[2]
- Assiéger le Ciel (Sainte Catherine de Sienne)
- Le Pape Pie XII: Berger pour le Monde
- Orage sur Aquin (Saint Thomas D'Aquin)